# SSC Karlsruhe/Daten, Namen, Zahlen
Dieser Artikel dient der Darstellung ergänzender Listen zum SSC Karlsruhe e. V., die im Hauptartikel stören.

## Investitionen
Die Zeittafel umfasst Gesamtinvestitionen ohne Instandhaltungen im Umfang von ca. 15 Millionen Euro.
| Jahr | Ereignis                                                                                 |
| ---- | ---------------------------------------------------------------------------------------- |
| 1969 | Erstes Rasenspielfeld                                                                    |
| 1971 | Vier Tennisplätze                                                                        |
| 1972 | Drei Tennisplätze, Eigenwasserversorgung                                                 |
| 1973 | Mehrzweckhartfeld, Sandgrube, Tenniswand, Großes Rasenfeld, Spiel- und Trimmwiese        |
| 1974 | Zwei-Felder-Halle für Ballsport, Sanitärräume, Vereinsbüro                               |
| 1976 | Tennisanlage                                                                             |
| 1977 | Tennisplatz, Trafostation                                                                |
| 1978 | Leichtathletikanlage                                                                     |
| 1979 | Drei Allwetter-Tennisplätze                                                              |
| 1980 | Sport- und Begegnungszentrum mit Gaststätte                                              |
| 1981 | Tennisplätze                                                                             |
| 1982 | Fächerbad                                                                                |
| 1983 | Offene Freizeitsport-Modellanlage                                                        |
| 1984 | Sanierung der Zwei-Felder-Tennishalle                                                    |
| 1986 | Kunststoffbelag für Mehrzweckfeld, Clubraum-Erweiterung                                  |
| 1987 | Schalldichte Trennwand für Gaststätte, Zeltdach mit Grillplatz, Überdachter Fahrradplatz |
| 1989 | Erstes Beachvolleyballfeld                                                               |
| 1990 | FitnessTreff, Vier-Bahnen-Kegelanlage, Allwetter-Tennisplätze                            |
| 1991 | Tennisplätze                                                                             |
| 1992 | Zweites Beachvolleyballfeld                                                              |
| 1994 | Jugendparadies                                                                           |
| 1995 | neue Beleuchtung der Zwei-Felder-Tennishalle                                             |
| 1996 | Turmtreff                                                                                |
| 1997 | Beregnungsautomatik für Rasenfelder                                                      |
| 1998 | Erneuerungen FitnessTreff, Zeltdach, Tennisterrasse                                      |
| 2000 | Sanierung Sporträume                                                                     |
| 2003 | Sport 21                                                                                 |
| 2005 | Beach 21                                                                                 |
| 2006 | Umgestaltung Geschäftsstelle                                                             |
| 2010 | Cricketplatz auf Rasenfeld                                                               |
| 2011 | Bikepolo-Platz                                                                           |
| 2012 | Sport-Kita Wirbelwind mit zwei Sporthallen                                               |
| 2013 | Sanierung Zwei-Felder-Halle                                                              |
| 2016 | Erneuerung Begegnungszentrum                                                             |
| 2017 | Umbau Gaststätte, Vergrößerung Fitness- und Gesundheitszentrum                           |

## Persönlichkeiten

### Vereinsgründer

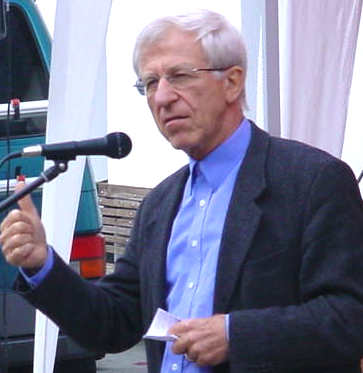
Franz Alt auf einer Friedenskundgebung in Biberach/Riß im September 2003

10 Damen und 17 Herren gründeten den SSC am 30. Juni 1967.
| Franz Alt        | Walter Hof       | Dieter Mertin    | Yvonne Stiegler |
| Brigitte Alt     | Ulrich Hüttche   | Karl Martin      | Hanne Suermann  |
| Traugott Bender  | Carl Kaufmann    | Toni Menzinger   | August Vogel    |
| Irene Brand      | Monica Kaufmann  | Kurt Ober        | Heinrich Wack   |
| Klaus Finkbeiner | Wilhelm Kaufmann | Jörg Rieder      | Richard Wack    |
| Brigitta Haury   | Hansjörg Klein   | Gisela Sannemann | Hanne Suermann  |
| Walter Haury     | Sibylle Kuls     | Ingrid Seiser    |                 |

### Erste Vorsitzende
Die Tabelle listet alle erste Vorsitzenden des SSC auf.
| Erster Vorsitzender | von  | bis  |
| ------------------- | ---- | ---- |
| Carl Kaufmann       | 1967 | 1971 |
| Ulrich Hüttche      | 1971 | 1975 |
| Konrad Stark        | 1975 | 1979 |
| Karl Heinz Stadler  | 1979 | 1983 |
| Ingeborg Stadler    | 1983 | 2003 |
| Gert Rudolph        | 2003 | 2023 |
| Michael Nobbe       | 2023 |      |

## Saisondaten
In diesem Abschnitt wird die Entwicklung der SSC-Bundesligisten im Roller Derby, Volleyball, Cricket und Unterwasser-Rugby aufgelistet.

### Roller Derby
Die folgende Liste für die Bundesliga-Ergebnisse der rocKArollers basiert auf: derbyposition.com:
| Saison | Liga          | Gew. Spiele      | Punkte | Tabellenplatz |
| ------ | ------------- | ---------------- | ------ | ------------- |
| 2015   | 2. Bundesliga | 0                | 0      | 5             |
| 2016   | 3. Bundesliga | 3                | 6      | 2             |
| 2017   | 2. Bundesliga | 2                | 4      | 5             |
| 2018   | 2. Bundesliga | 2                | 4      | 5             |
| 2019   | 2. Bundesliga | 6                | 12     | 1             |
| 2020   | 1. Bundesliga | keine Wettkämpfe |        |               |
| 2021   | 1. Bundesliga | keine Wettkämpfe |        |               |

### Volleyball
Die vergangenen und aktuellen Platzierungen findet man unter den Wikipedia-Links Dritte Liga Süd und Zweite Bundesliga Süd.
| Saison  | Liga                  | Gew. Spiele | Punkte | Tabellenplatz         |
| ------- | --------------------- | ----------- | ------ | --------------------- |
| 2015/16 | Dritte Liga Süd       | 16          | 44     | 2                     |
| 2016/17 | Dritte Liga Süd       | 13          | 42     | 1                     |
| 2017/18 | Zweite Bundesliga Süd | 12          | 39     | 9                     |
| 2018/19 | Zweite Bundesliga Süd | 12          | 38     | 5                     |
| 2019/20 | Zweite Bundesliga Süd | 15          | 45     | 2 (bei Saisonabbruch) |
| 2020/21 | Zweite Bundesliga Süd | 23          | 67     | 2                     |
| 2021/22 | Zweite Bundesliga Süd | 22          | 63     | 1                     |

### Cricket
Die folgende Liste für die Bundesliga-Ergebnisse der CricketLions basiert auf: DCB MoneyGram Bundesliga (Südwest)(früher auch Wintech Bundesliga Südwest):
| Saison | Liga               | Gew. Spiele | Punkte | Tabellenplatz         |
| ------ | ------------------ | ----------- | ------ | --------------------- |
| 2015   | Bundesliga Südwest | 6           | 64     | 3                     |
| 2016   | Bundesliga Südwest | 7           | 56     | 1                     |
| 2017   | Bundesliga Südwest | 10          | 80     | 1                     |
| 2018   | Bundesliga Südwest | 9           | 72     | 2                     |
| 2019   | Bundesliga Südwest | 11          | 88     | 2                     |
| 2020   | Bundesliga Südwest | 8           | 20     | 2 (bei Saisonabbruch) |
| 2021   | Bundesliga Südwest | 2           | 16     | 6                     |

### Unterwasser-Rugby
Im Folgenden finden sich die Ergebnisse der Unterwasser-Rugby-Mannschaft im Spielbetrieb.
| Saison    | Liga                         | Gew. Spiele      | Punkte | Tabellenplatz |
| --------- | ---------------------------- | ---------------- | ------ | ------------- |
| 2012/2013 | 2. Bundesliga                | 1                | 4      | 8             |
| 2013/2014 | Landesliga Baden-Württemberg | 6                | 18     | 2             |
| 2014/2015 | Landesliga Baden-Württemberg | 9                | 28     | 1             |
| 2018/2019 | 2. Bundesliga                | 10               | 18     | 3             |
| 2019/2020 | 2. Bundesliga                | 5                | 13     | 5             |
| 2020/2021 | 2. Bundesliga                | keine Wettkämpfe |        |               |

## Spielerkader
In diesem Abschnitt werden die Spieler der Bundesligisten aufgelistet.

### Roller Derby

#### 1. Bundesliga-Saison 2020/21
| #    | Derby Name        |
| ---- | ----------------- |
| 4    | Xanderbird        |
| 9    | Bad Wolf          |
| 13   | dirty wrecker     |
| 15   | Limpin‘ Biscuit   |
| 21   | DynaMeid          |
| 23   | Sheik Herbouti    |
| 34   | IRN-BRU’tal       |
| 69   | Rolla Die Waldfee |
| 84   | re:belle          |
| 92   | WitChérie         |
| 97   | Twister Sister    |
| 156  | Scarylin Manson   |
| 505  | Holly Dour        |
| 666  | Miss D. Moan      |
| 818  | Cutterfly         |
| 912  | Donnerlütchen     |
| 914  | Bella Bombshell   |
| 1337 | Check Sparrow     |
| 1896 | Effi Biest        |

### Volleyball

#### Saison 2023/24
| Name                                                                                    | Nr. | Nation      | Größe  | Geburtsdatum  | Position |
| --------------------------------------------------------------------------------------- | --- | ----------- | ------ | ------------- | -------- |
| Mika Ahmann                                                                             | 1   | Deutschland | 1,84 m | 4. Nov. 2005  | L        |
| Felix Baumann                                                                           | 13  | Deutschland | 2,01 m | 7. März 2005  | AA       |
| Alexander Benz                                                                          | 16  | Deutschland | 1,90 m | 8. Nov. 1995  | U        |
| Jannik Brentel                                                                          | 3   | Deutschland | 1,96 m | 16. Mai 2002  | AA       |
| Laurin Derr                                                                             | 4   | Deutschland | 1,94 m | 19. Mai 1998  | MB       |
| Benjamin Dollhofer                                                                      | 10  | Deutschland | 1,93 m | 24. März 1991 | L        |
| Tobias Hosch                                                                            | 11  | Deutschland | 1,92 m | 5. März 2001  | Z        |
| Lukas Jaeger                                                                            | 12  | Deutschland | 1,87 m | 2. Aug. 1995  | AA       |
| Maximilian Kersting                                                                     | 7   | Deutschland | 1,98 m | 28. März 2001 | MB       |
| Bastian Korreck                                                                         | 2   | Deutschland | 2,01 m | 6. Nov. 2000  | MB       |
| Milan Kvržić                                                                            | 14  | Deutschland | 1,93 m | 16. Mai 2004  | Z        |
| Felix Roos                                                                              | 6   | Deutschland | 1,94 m | 22. Aug. 1999 | AA       |
| Jens Sandmeier                                                                          | 15  | Deutschland | 2,02 m | 16. Aug. 1995 | U        |
| Thorben Sandmeier                                                                       | 9   | Deutschland | 2,03 m | 28. Aug. 1992 | MB       |
| Philipp Schumann                                                                        | 5   | Deutschland | 2,00 m | 2. Mai 1993   | D        |
| Positionen: AA = Annahme/Außen, D = Diagonal, L = Libero, MB = Mittelblock, Z = Zuspiel |     |             |        |               |          |

| Spieler            | bisheriger Verein                                   |
| ------------------ | --------------------------------------------------- |
| Felix Baumann      | Netzhoppers Königs Wusterhausen / VC Olympia Berlin |
| Milan Kvržić       | VC Olympia Berlin                                   |
| Mika Ahmann        | VYS Friedrichshafen                                 |
| Benjamin Dollhofer | TSG Blankenloch                                     |
| Philipp Schumann   | TSV Haching München                                 |

| Spieler        | neuer Verein |
| -------------- | ------------ |
| Oliver Chudoba |              |
| Denir Hadzic   |              |
| Johannes Mahl  |              |

#### Saison 2022/23
| Name                                                                                    | Nr. | Nation      | Größe  | Geburtsdatum  | Position |
| --------------------------------------------------------------------------------------- | --- | ----------- | ------ | ------------- | -------- |
| Alexander Benz                                                                          | 16  | Deutschland | 1,90 m | 8. Nov. 1995  | U        |
| Jannik Brentel                                                                          | 3   | Deutschland | 1,96 m | 16. Mai 2002  | AA       |
| Oliver Chudoba                                                                          | 17  | Deutschland | 1,86 m | 26. Jan. 1993 | L        |
| Laurin Derr                                                                             | 4   | Deutschland | 1,94 m | 19. Mai 1998  | MB       |
| Denir Hadzic                                                                            | 10  | Deutschland | 1,90 m | 11. Jan. 2002 | Z        |
| Tobias Hosch                                                                            | 11  | Deutschland | 1,92 m | 5. März 2001  | Z        |
| Lukas Jaeger                                                                            | 12  | Deutschland | 1,87 m | 2. Aug. 1995  | AA       |
| Maximilian Kersting                                                                     | 7   | Deutschland | 1,98 m | 28. März 2001 | MB       |
| Bastian Korreck                                                                         | 2   | Deutschland | 2,01 m | 6. Nov. 2000  | MB       |
| Johannes Mahl                                                                           | 13  | Deutschland | 1,90 m | 21. Mai 1998  | L        |
| Felix Roos                                                                              | 6   | Deutschland | 1,94 m | 22. Aug. 1999 | AA       |
| Jens Sandmeier                                                                          | 15  | Deutschland | 2,02 m | 16. Aug. 1995 | AA       |
| Thorben Sandmeier                                                                       | 9   | Deutschland | 2,03 m | 28. Aug. 1992 | MB       |
| Positionen: AA = Annahme/Außen, D = Diagonal, L = Libero, MB = Mittelblock, Z = Zuspiel |     |             |        |               |          |

| Spieler             | bisheriger Verein             |
| ------------------- | ----------------------------- |
| Alexander Benz      | SV Fellbach                   |
| Jannik Brentel      | Moerser SC                    |
| Oliver Chudoba      | TSV Georgii Allianz Stuttgart |
| Maximilian Kersting | Moerser SC                    |
| Bastian Korreck     | Campbellsville University     |

| Spieler                  | neuer Verein                  |
| ------------------------ | ----------------------------- |
| Benjamin Dollhofer       | TSG Blankenloch               |
| Jonathan-Leon Finkbeiner | TSG Blankenloch               |
| Linus Hüger              |                               |
| Fabian Schmidt           | TSG Blankenloch               |
| Julian Schupritt         |                               |
| Leon Zimmermann          | Baden Volleys SSC Karlsruhe 2 |

#### Saison 2021/22
| Name                                                                                    | Nr. | Nation      | Größe  | Geburtsdatum  | Position |
| --------------------------------------------------------------------------------------- | --- | ----------- | ------ | ------------- | -------- |
| Laurin Derr                                                                             | 4   | Deutschland | 1,94 m | 19. Mai 1998  | MB       |
| Benjamin Dollhofer                                                                      | 14  | Deutschland | 1,93 m | 24. März 1991 | L        |
| Jonathan-Leon Finkbeiner                                                                | 16  | Deutschland | 2,11 m | 3. Sep. 1989  | MB       |
| Philipp Hornung                                                                         | 18  | Deutschland | 1,85 m | 13. Feb. 2004 | Z        |
| Tobias Hosch                                                                            | 11  | Deutschland | 1,92 m | 5. März 2001  | Z        |
| Linus Hüger                                                                             | 17  | Deutschland | 1,94 m | 25. Aug. 2003 | AA       |
| Lukas Jaeger                                                                            | 12  | Deutschland | 1,87 m | 2. Aug. 1995  | AA       |
| Johannes Mahl                                                                           | 13  | Deutschland | 1,90 m | 21. Mai 1998  | L        |
| Felix Roos                                                                              | 6   | Deutschland | 1,94 m | 22. Aug. 1999 | AA       |
| Jens Sandmeier                                                                          | 15  | Deutschland | 2,02 m | 16. Aug. 1995 | AA       |
| Thorben Sandmeier                                                                       | 9   | Deutschland | 2,03 m | 28. Aug. 1992 | MB       |
| Fabian Schmidt                                                                          | 1   | Deutschland | 1,91 m | 6. Jan. 1992  | Z        |
| Julian Schupritt                                                                        | 8   | Deutschland | 1,98 m | 22. Sep. 1999 | AA       |
| Leon Zimmermann                                                                         | 7   | Deutschland | 1,96 m | 22. Aug. 2000 | MB       |
| Positionen: AA = Annahme/Außen, D = Diagonal, L = Libero, MB = Mittelblock, Z = Zuspiel |     |             |        |               |          |

| Spieler         | bisheriger Verein            |
| --------------- | ---------------------------- |
| Philipp Hornung | Volleyball Juniors Frankfurt |
| Tobias Hosch    | VC Olympia Berlin            |
| Linus Hüger     | United Volleys Frankfurt     |

| Spieler        | neuer Verein                  |
| -------------- | ----------------------------- |
| Sebastian Sent | Baden Volleys SSC Karlsruhe 2 |
| Philipp Scholz |                               |
| Robin Stolle   | TV Bühl                       |

#### Saison 2020/21
| Name                                                                                    | Nr. | Nation      | Größe  | Geburtsdatum  | Position |
| --------------------------------------------------------------------------------------- | --- | ----------- | ------ | ------------- | -------- |
| Laurin Derr                                                                             | 4   | Deutschland | 1,94 m | 19. Mai 1998  | MB       |
| Benjamin Dollhofer                                                                      | 14  | Deutschland | 1,93 m | 24. März 1991 | L        |
| Jonathan-Leon Finkbeiner                                                                | 16  | Deutschland | 2,11 m | 3. Sep. 1989  | MB       |
| Lukas Jaeger                                                                            | 12  | Deutschland | 1,87 m | 2. Aug. 1995  | AA       |
| Johannes Mahl                                                                           | 13  | Deutschland | 1,90 m | 21. Mai 1999  | L        |
| Felix Roos                                                                              | 6   | Deutschland | 1,94 m | 22. Aug. 1999 | AA       |
| Jens Sandmeier                                                                          | 15  | Deutschland | 2,02 m | 16. Aug. 1995 | AA       |
| Thorben Sandmeier                                                                       | 9   | Deutschland | 2,03 m | 28. Aug. 1992 | MB       |
| Fabian Schmidt                                                                          | 1   | Deutschland | 1,91 m | 6. Jan. 1992  | Z        |
| Philipp Scholz                                                                          | 10  | Deutschland | 1,92 m | 15. Apr. 1997 | D        |
| Julian Schupritt                                                                        | 8   | Deutschland | 1,98 m | 22. Sep. 1999 | AA       |
| Sebastian Sent                                                                          | 18  | Deutschland | 1,91 m | 4. Juni 1987  | Z        |
| Alexander Spintzyk                                                                      | 2   | Deutschland | 2,00 m | 26. Feb. 1999 | MB       |
| Robin Stolle                                                                            | 7   | Deutschland | 1,94 m | 3. Aug. 2000  | D        |
| Leon Zimmermann                                                                         | 11  | Deutschland | 1,96 m | 22. Aug. 2000 | MB       |
| Positionen: AA = Annahme/Außen, D = Diagonal, L = Libero, MB = Mittelblock, Z = Zuspiel |     |             |        |               |          |

| Spieler          | bisheriger Verein   |
| ---------------- | ------------------- |
| Julian Schupritt | FT 1844 Freiburg    |
| Sebastian Sent   | TuB Bocholt         |
| Leon Zimmermann  | VfB Friedrichshafen |

| Spieler            | neuer Verein    |
| ------------------ | --------------- |
| Thomas Heidebrecht | TSG Blankenloch |

#### Saison 2019/20
| Name                                                                                    | Nr. | Nation      | Größe  | Geburtsdatum  | Position |
| --------------------------------------------------------------------------------------- | --- | ----------- | ------ | ------------- | -------- |
| Daniel Brose                                                                            | 5   | Deutschland | 1,78 m | 10. Aug. 2001 | L        |
| Laurin Derr                                                                             | 4   | Deutschland | 1,94 m | 19. Mai 1998  | MB       |
| Benjamin Dollhofer                                                                      | 14  | Deutschland | 1,93 m | 24. März 1991 | L        |
| Jonathan-Leon Finkbeiner                                                                | 16  | Deutschland | 2,11 m | 3. Sep. 1989  | MB       |
| Thomas Heidebrecht                                                                      | 3   | Deutschland | 1,86 m | 21. Jan. 1991 | Z        |
| Lukas Jaeger                                                                            | 12  | Deutschland | 1,87 m | 2. Aug. 1995  | AA       |
| Johannes Mahl                                                                           | 13  | Deutschland | 1,90 m | 21. Mai 1999  | L        |
| Felix Roos                                                                              | 6   | Deutschland | 1,94 m | 22. Aug. 1999 | AA       |
| Jens Sandmeier                                                                          | 15  | Deutschland | 2,02 m | 16. Aug. 1995 | AA       |
| Thorben Sandmeier                                                                       | 9   | Deutschland | 2,03 m | 28. Aug. 1992 | MB       |
| Fabian Schmidt                                                                          | 1   | Deutschland | 1,91 m | 6. Jan. 1992  | Z        |
| Philipp Scholz                                                                          | 10  | Deutschland | 1,92 m | 15. Apr. 1997 | D        |
| Alexander Spintzyk                                                                      | 2   | Deutschland | 2,00 m | 26. Feb. 1999 | MB       |
| Robin Stolle                                                                            | 7   | Deutschland | 1,94 m | 3. Aug. 2000  | D        |
| Positionen: AA = Annahme/Außen, D = Diagonal, L = Libero, MB = Mittelblock, Z = Zuspiel |     |             |        |               |          |

| Spieler        | bisheriger Verein |
| -------------- | ----------------- |
| Daniel Brose   | eigener Nachwuchs |
| Laurin Derr    | eigener Nachwuchs |
| Johannes Mahl  | eigener Nachwuchs |
| Philipp Scholz | eigener Nachwuchs |
| Robin Stolle   | TV Bühl           |

| Spieler         | neuer Verein                                |
| --------------- | ------------------------------------------- |
| Thomas Fürst    | Karriereende                                |
| Simon Gallas    | University of Southern California Athletics |
| Timo Goes       | Karriereende                                |
| Tim Kreuzer     | FCJ Köln                                    |
| Benjamin Loritz | TSG Blankenloch                             |

#### Saison 2018/19
| Name                                                                                    | Nr. | Nation      | Größe  | Geburtsdatum  | Position |
| --------------------------------------------------------------------------------------- | --- | ----------- | ------ | ------------- | -------- |
| Benjamin Dollhofer                                                                      | 14  | Deutschland | 1,93 m | 24. März 1991 | L        |
| Jonathan-Leon Finkbeiner                                                                | 16  | Deutschland | 2,11 m | 3. Sep. 1989  | MB       |
| Thomas Fürst                                                                            | 7   | Deutschland | 1,96 m | 5. Juli 1990  | D        |
| Simon Gallas                                                                            | 5   | Deutschland | 2,01 m | 1. Okt. 2001  | AA       |
| Timo Goes                                                                               | 13  | Deutschland | 1,76 m | 17. Sep. 1992 | L        |
| Thomas Heidebrecht                                                                      | 3   | Deutschland | 1,86 m | 21. Jan. 1991 | Z        |
| Lukas Jaeger                                                                            | 12  | Deutschland | 1,87 m | 2. Aug. 1995  | AA       |
| Benjamin Loritz                                                                         | 4   | Deutschland | 1,87 m | 19. Okt. 1987 | D        |
| Felix Roos                                                                              | 6   | Deutschland | 1,94 m | 22. Aug. 1999 | AA       |
| Jens Sandmeier                                                                          | 15  | Deutschland | 2,02 m | 16. Aug. 1995 | AA       |
| Thorben Sandmeier                                                                       | 9   | Deutschland | 2,03 m | 28. Aug. 1992 | MB       |
| Fabian Schmidt                                                                          | 1   | Deutschland | 1,91 m | 6. Jan. 1992  | Z        |
| Alexander Spintzyk                                                                      | 2   | Deutschland | 2,00 m | 26. Feb. 1999 | MB       |
| Positionen: AA = Annahme/Außen, D = Diagonal, L = Libero, MB = Mittelblock, Z = Zuspiel |     |             |        |               |          |

#### Saison 2017/18
| Name                                                                                    | Nr. | Nation      | Größe  | Geburtsdatum  | Position |
| --------------------------------------------------------------------------------------- | --- | ----------- | ------ | ------------- | -------- |
| Benjamin Dollhofer                                                                      | 14  | Deutschland | 1,93 m | 24. März 1991 | L        |
| Jonathan-Leon Finkbeiner                                                                | 16  | Deutschland | 2,11 m | 3. Sep. 1989  | MB       |
| Thomas Fürst                                                                            | 7   | Deutschland | 1,96 m | 5. Juli 1990  | D        |
| Simon Gallas                                                                            | 5   | Deutschland | 2,01 m | 1. Okt. 2001  | AA       |
| Timo Goes                                                                               | 13  | Deutschland | 1,76 m | 17. Sep. 1992 | L        |
| Daniel Heidak                                                                           | 2   | Deutschland | 1,90 m | 19. Juni 1991 | AA       |
| Thomas Heidebrecht                                                                      | 3   | Deutschland | 1,86 m | 21. Jan. 1991 | Z        |
| Lukas Jaeger                                                                            | 12  | Deutschland | 1,87 m | 2. Aug. 1995  | AA       |
| Tim Kreuzer                                                                             | 10  | Deutschland | 1,96 m | 2. Okt. 1992  | AA       |
| Benjamin Loritz                                                                         | 4   | Deutschland | 1,87 m | 19. Okt. 1987 | D        |
| Stefan Pfeffinger                                                                       | 11  | Deutschland | 1,95 m | 6. Juni 1990  | MB       |
| Seyar Said Ahmad Rahmani                                                                | 17  | Afghanistan | 1,94 m | 2. Juni 1988  | AA       |
| Felix Roos                                                                              | 6   | Deutschland | 1,94 m | 22. Aug. 1999 | AA       |
| Jens Sandmeier                                                                          | 15  | Deutschland | 2,02 m | 16. Aug. 1995 | AA       |
| Thorben Sandmeier                                                                       | 9   | Deutschland | 2,03 m | 28. Aug. 1992 | MB       |
| Fabian Schmidt                                                                          | 1   | Deutschland | 1,91 m | 6. Jan. 1992  | Z        |
| Markus Wintergerst                                                                      | 8   | Deutschland | 1,88 m | 6. Juni 1987  | AA       |
| Positionen: AA = Annahme/Außen, D = Diagonal, L = Libero, MB = Mittelblock, Z = Zuspiel |     |             |        |               |          |

#### Saison 2016/17
| Name                                                                                    | Nr. | Nation      | Größe  | Geburtsdatum  | Position |
| --------------------------------------------------------------------------------------- | --- | ----------- | ------ | ------------- | -------- |
| Benjamin Dollhofer                                                                      | 14  | Deutschland | 1,93 m | 24. März 1991 | L        |
| Jonathan-Leon Finkbeiner                                                                | 16  | Deutschland | 2,11 m | 3. Sep. 1989  | MB       |
| Timo Goes                                                                               | 13  | Deutschland | 1,76 m | 17. Sep. 1992 | L        |
| Daniel Heidak                                                                           | 2   | Deutschland | 1,90 m | 19. Juni 1991 | AA       |
| Thomas Heidebrecht                                                                      | 3   | Deutschland | 1,86 m | 21. Jan. 1991 | Z        |
| Lukas Jaeger                                                                            | 12  | Deutschland | 1,87 m | 2. Aug. 1995  | AA       |
| Marko Kienast                                                                           | 6   | Deutschland | 1,94 m | 19. Jan. 1987 | AA       |
| Tim Kreuzer                                                                             | 10  | Deutschland | 1,96 m | 2. Okt. 1992  | AA       |
| Benjamin Loritz                                                                         | 4   | Deutschland | 1,87 m | 19. Okt. 1987 | D        |
| Thorben Sandmeier                                                                       | 9   | Deutschland | 2,03 m | 28. Aug. 1992 | MB       |
| Fabian Schmidt                                                                          | 1   | Deutschland | 1,91 m | 6. Jan. 1992  | Z        |
| Marius Strotjohann                                                                      | 7   | Deutschland | 1,91 m | 16. Aug. 1995 | AA       |
| Markus Wintergerst                                                                      | 8   | Deutschland | 1,88 m | 6. Juni 1987  | AA       |
| Positionen: AA = Annahme/Außen, D = Diagonal, L = Libero, MB = Mittelblock, Z = Zuspiel |     |             |        |               |          |

#### Saison 2015/16
| Name                                                                                    | Nr. | Nation      | Größe  | Geburtsdatum  | Position |
| --------------------------------------------------------------------------------------- | --- | ----------- | ------ | ------------- | -------- |
| Benjamin Dollhofer                                                                      | 14  | Deutschland | 1,93 m | 24. März 1991 | L        |
| Andrej German                                                                           | 5   | Deutschland | 1,93 m | 3. Sep. 1989  | AA       |
| Timo Goes                                                                               | 13  | Deutschland | 1,76 m | 17. Sep. 1992 | L        |
| Daniel Heidak                                                                           | 2   | Deutschland | 1,90 m | 19. Juni 1991 | AA       |
| Thomas Heidebrecht                                                                      | 3   | Deutschland | 1,86 m | 21. Jan. 1991 | Z        |
| Lukas Jaeger                                                                            | 12  | Deutschland | 1,87 m | 2. Aug. 1995  | AA       |
| Julian Kallfaß                                                                          | 10  | Deutschland | 1,90 m | 2. Aug. 1995  | D        |
| Marko Kienast                                                                           | 6   | Deutschland | 1,94 m | 19. Jan. 1987 | AA       |
| Christian Koch                                                                          | 11  | Deutschland | 1,76 m | 2. Okt. 1992  | L        |
| Benjamin Loritz                                                                         | 4   | Deutschland | 1,87 m | 19. Okt. 1987 | D        |
| Thorben Sandmeier                                                                       | 9   | Deutschland | 2,03 m | 28. Aug. 1992 | MB       |
| Fabian Schmidt                                                                          | 1   | Deutschland | 1,91 m | 6. Jan. 1992  | Z        |
| Marius Strotjohann                                                                      | 7   | Deutschland | 1,97 m | 16. Jan. 1992 | AA       |
| Markus Wintergerst                                                                      | 8   | Deutschland | 1,88 m | 6. Juni 1987  | AA       |
| Positionen: AA = Annahme/Außen, D = Diagonal, L = Libero, MB = Mittelblock, Z = Zuspiel |     |             |        |               |          |

### Cricket

#### 2. Bundesliga Südwest
| Name                                  | Position                                                 |
| ------------------------------------- | -------------------------------------------------------- |
| Imran Ahmed Khan                      | R/H Batsmen, R/A Bowler Leg Spin                         |
| Younas Hameed                         | R/H Batsmen, R/A Bowler Medium Fast                      |
| Rohit Khare                           | R/H Batsmen, R/A Bowler Leg Spin                         |
| Ashok Srinivasan                      | R/H Batsmen, R/A Bowler Medium                           |
| Afraz Sultan                          | R/H Batsmen, R/A Bowler Medium Fast                      |
| Muhammad Usman Karim Khan             | R/H Batsmen, R/A Bowler Medium Fast                      |
| Khuda-I-Noor Ahmadzai                 | R/H Batsmen, R/A Bowler Fast                             |
| Zahid Zadran                          | R/H Batsmen, R/A Bowler Fast                             |
| Pradeep Bhaskal                       | R/H Batsmen, R/A Bowler Medium                           |
| Ihsanullah Safi                       | R/H Batsmen, Wicket-Keeper, R/A Bowler Medium Fast       |
| Haider Iftikhar                       | L/H Batsmen, R/A Bowler Medium                           |
| Ibrahim Hameed                        | R/H Batsmen, R/A Bowler Medium                           |
| Jatin Gupta                           | R/H Batsmen, Wicket-keeper, R/A Bowler Medium            |
| Aakash Sehgal                         | R/H Batsmen, R/A Bowler Medium                           |
| Ronak Kamdar                          | R/H Batsmen, R/A Bowler Medium Fast                      |
| Saif Ullah                            | R/H Batsmen, R/A Bowler Medium                           |
| Srinivasan Ramaswamy Shanmugasundaram | R/H Batsmen, R/A Bowler Medium                           |
| Anthony Boxall                        | R/H Batsmen, R/A Bowler Leg Spin                         |
| Nabil Bukhari                         | L/H Batsmen                                              |
| Paras Gupta                           | L/H Batsmen, L/A Bowler Orthodox                         |
| Ahmad Nadeem                          | R/H Batsmen, R/A Bowler Off Spin                         |
| Taregh Safizadah                      | R/H Batsmen, R/A Bowler Medium Fast                      |
| Akhil Bhadran                         | R/H Batsmen, R/A Bowler Medium                           |
| Santhru Natarajan                     | L/H Batsmen, L/A Bowler Medium                           |
| Waheed Ahmad                          | L/H Batsmen, R/H Batsmen, Wicket-keeper, R/A Bowler Slow |
| Saifullah Zadran                      | R/H Batsmen, R/A Bowler Slow                             |
| Balraj Ramalingam                     | R/H Batsmen, R/A Bowler Medium                           |
| Waheed Ahmed                          | R/H Batsmen, R/A Bowler Medium Fast                      |
| Zia Nasir                             |                                                          |
| Ritvik Prabhala                       | R/H Batsmen, L/A Bowler Medium                           |
| Neilotpal Chakrabarty                 | R/H Batsmen, Wicket-keeper, R/A Bowler Medium            |
| Qasim Ali Butt                        | R/H Batsmen                                              |
| Mohammadullah Zadran                  | R/H Batsmen, R/A Bowler Medium Fast                      |